# Ranitomeya yavaricola
Ranitomeya yavaricola é uma espécie de anfíbio da família Dendrobatidae. É encontrada no Peru, na região de Loreto, e possivelmente no Brasil, no estado do Amazonas.